# Diplolepis viridis
Diplolepis viridis är en oleanderväxtart som först beskrevs av Rodolfo Amando Philippi, och fick sitt nu gällande namn av Hechem och C.Ezcurra. Diplolepis viridis ingår i släktet Diplolepis och familjen oleanderväxter. Inga underarter finns listade i Catalogue of Life.